# Les Moissons d'Irlande
Pour plus de détails, voir Fiche technique et Distribution.
Les Moissons d'Irlande (Dancing at Lughnasa) est un film américano-britannico-irlandais de Pat O'Connor sorti en 1998.
Le film est inspiré de la pièce de théâtre Danser à Lughnasa (Dancing at Lughnasa), écrite en 1990 par le dramaturge irlandais Brian Friel.

## Synopsis
1936. Cinq sœurs vivant ensemble dans le comté de Donegal élèvent le fils illégitime de l'une d'elles, Michael. Leur vie va être bouleversée par le retour de leur grand frère, Jack, qui vient de passer 25 ans comme missionnaire en Afrique, puis par celui de Gerry, le père volage de Michael, aventurier en route pour l'Espagne.

## Fiche technique
- Titre : Les Moissons d'Irlande
- Titre original : Dancing at Lughnasa
- Réalisation : Pat O'Connor
- Scénario : Frank McGuinness, d'après la pièce de Brian Friel
- Pays :  États-Unis -  Royaume-Uni -  Irlande
- Durée : 95 minutes
- Genre : Drame
- Date de sortie en salles : 
  - États-Unis : 4 septembre 1998 (Telluride Film Festival), 13 novembre 1998
  - Irlande : 25 septembre 1998
  - Royaume-Uni : 4 décembre 1998
  - Belgique : 3 février 1999

## Distribution
- Meryl Streep (VF : Frédérique Tirmont) : Kate Mundy
- Michael Gambon : Père Jack Mundy
- Catherine McCormack : Christina Mundy
- Kathy Burke : Maggie Mundy
- Sophie Thompson : Rose Mundy
- Brid Brennan : Agnes Mundy
- Rhys Ifans : Gerry Evans
- Darrell Johnston : Michael Mundy